# 小川正洋
小川 正洋（おがわ まさひろ、1948年（昭和23年）5月15日 - 2018年（平成30年）11月26日）は、日本の政治活動家。民族主義者。三島由紀夫が結成した「楯の会」の3期生で第7班班長。三島、森田必勝と共に、憲法改正のための自衛隊の決起（クーデター）を呼びかける三島事件に参加した一員である。

## 経歴

### 生い立ち
1948年（昭和23年）5月15日、会社員の父・敬と母・妙子の次男として千葉県山武郡松尾町借毛本郷685番地に誕生。3歳上の兄・直哉と姉がいた。その後、一家は千葉市仁戸名町（現・中央区仁戸名町）に転居した。
正洋は子供の頃に母親から、木口小平、広瀬武夫、乃木希典の話を聞かされ、一緒に映画『明治天皇と日露戦争』『敵中横断三百里』を見たことから、日本の歴史に興味を持つようになった。
天皇を敬う気持ちが自然に芽生えていた正洋は、中学2年の時に同級生が「天皇は税金泥棒だ」と言ったことに腹を立て、その同級生を殴ってしまったこともあった。高校の時のクラス討議でも、「憲法を改正して（自衛隊を）軍隊にすべきだ」という正洋の意見に賛同する者は誰もなく、自衛隊は不必要で非武装中立にすべきという意見が多勢だった。
歴史の授業で、教師が江戸時代を武士が搾取していた時代と断定したことに疑問を持ち、教師と議論を戦わせたこともあった。

### 日学同――森田必勝との出会い
1967年（昭和42年）3月に千葉県立船橋高等学校を卒業後、4月に明治学院大学法学部に進学した小川は、1968年（昭和43年）3月頃に「日本学生同盟」（日学同）に入り、5月に八王子の大学セミナーハウスで行われた理論合宿「学生文化フォーラム」で、森田必勝（早稲田大学教育学部）と親しくなった。
その合宿のシンポジウムに招かれた三島由紀夫が、「右翼は理論ではなく心情だ」と言った言葉に小川は感動した。6月には、森田らと共に「全日本学生国防会議」を組織し、10月から実家を離れて千葉市道場南町のアパートひかり荘に住むようになった。
1969年（昭和44年）2月、小川は森田と、田中健一（亜細亜大学法学部）、野田隆史（麻布獣医科大学）、鶴見友昭（早稲田大学）、西尾俊一（国士舘大学）と共に日学同を脱退した。田中の下宿先である新宿区十二社（西新宿4丁目）のアパート小林荘8号室をたまり場にしていた6名は「十二社グループ」と呼ばれた。
この「十二社グループ」に、森田の縁者の倉田賢司（立命館大学1年）も加えた7人で、政治結社「祖国防衛隊」（三島の祖国防衛隊〈楯の会の前身組織〉と同名）を結成し、小川は副隊長となった（隊長は森田）。

### 楯の会へ
小川は森田から誘われて、三島由紀夫が引率する第3回の自衛隊体験入隊に田中健一と共に参加し、1969年（昭和44年）3月1日から29日まで陸上自衛隊富士学校滝ヶ原駐屯地で軍事訓練を受けた。
楯の会 3期生となった小川は、板橋警察署の道場や皇宮警察の済寧館で居合や剣道の稽古に励み、5月頃からは楯の会の主要精鋭メンバー「決死隊」の1人として、三島から日本刀を渡された。
1970年（昭和45年）4月10日、第7班の班長となっていた小川は、三島邸に呼ばれ、最後まで行動を共にする意志があるかを打診されて沈思黙考の末に承諾した（詳細は三島事件#三島由紀夫と自衛隊を参照）。
同年5月から、小川は恋人の圭映子と同棲するようになり、三島事件の前日の11月24日に入籍した（圭映子は当時小川の子を身ごもっていた）。圭映子は小川から事前に決起計画のことを聞かされ知っていたという。事件当日の11月25日、三島と森田が割腹自決した後、小川は、小賀正義（第5班班長）、古賀浩靖（第5班副班長）と共に、拘束していた益田兼利東部方面総監を解放し、自決させないよう最後まで護衛する任務を遂行した（詳細は三島事件#経緯を参照）。

### 三島事件後
1971年（昭和46年）に小川の長男が誕生した。1972年（昭和47年）4月27日、「楯の会事件」裁判の第18回最終公判で、同志の小賀正義、古賀浩靖と共に小川に懲役4年の実刑判決が下された。罪名は「監禁致傷、暴力行為等処罰ニ関スル法律違反、傷害、職務強要、嘱託殺人」であった。
1974年（昭和49年）10月に仮出所し、刑期を終えた小川は、故郷の千葉県で暮した。その後、妻の実家がある静岡県浜松市で生活し始め、衆議院議員の故安倍基雄（旧民社党、旧自由党）の秘書や、旧民主党静岡県連事務局長を務めるなどし、浜松市で約40年間暮した。その地で小川と40年近く親交のあった男性によれば、事件後も小川は三島由紀夫を常に「先生」と呼んでいたが、事件後ほとんどの楯の会のメンバーとは交流しておらず、2008年（平成20年）頃から小川は健康を害し体調が芳しくなかったという。
2018年（平成30年）11月26日、心不全のため死去。享年70歳。通夜は翌日の28日、葬儀・告別式は29日午前11時から静岡県浜松市中区（現・中央区）の浜松葬儀はまそう会館浜松南にて（喪主は長男の紀一郎）。

## 人物像
- 1969年（昭和44年）11月3日に国立劇場屋上で行われた楯の会結成一周年パレードでは、白地に兜を赤く染めた隊旗を掲げて行進した[22][23]。
- 長身で口髭を生やしていた小川は、「応援団」タイプだった[10]。規律正しい生活に憧れていたという[4]。
- 不測の事態に備えて書いた辞世の句は以下のものである[24]。

- 小川正洋と面識のあった作家の渥美饒兒によれば、小川の印象は「温厚な人」で、「三島事件についてはあまり語りたがらず、過去を封印しているようにも見えた」という[1]。また、小川と浜松市で40年間ほど親交のあった男性は小川について、「とても穏やかだが、影のある人。仕事以外の交友関係をあまり広げたがらなかった」と語っている[1]。